# Enguera (kommunhuvudort)
Enguera är en kommunhuvudort i Spanien.   Den ligger i provinsen Província de València och regionen Valencia, i den östra delen av landet, 300 km sydost om huvudstaden Madrid. Enguera ligger 315 meter över havet och antalet invånare är 5 484.
Terrängen runt Enguera är lite kuperad. Runt Enguera är det ganska glesbefolkat, med 28 invånare per kvadratkilometer. Närmaste större samhälle är Xàtiva, 14,6 km öster om Enguera. 